# ميشال فيرلوجو
ميشال فيرلوجو (بالفرنسية: Michel Virlogeux)‏ (و. 1946 – م) هو مهندس، ومهندس مدني، وأستاذ جامعي من فرنسا.

## التعليم
تعلم في المدرسة الوطنية للجسور والطرق، والمدرسة المتعددة التكنولوجية بفرنسا (1965–1967)، وPrytanée national militaire ‏ (1956–1965).

## أعمال بارزة
من أهم أعماله:
- Île de Ré bridge
- Pont de Normandie
- جسر السلطان سليم الأول.

## جوائز
حصل على جوائز منها:
- نيشان جوقة الشرف من رتبة ضابط (13 يوليو 2016)
- Prix Albert Caquot [الإنجليزية]‏ (2006)
- جائزة المصمم الملكي للصناعة [الإنجليزية]‏ (2006)
- وسام جوقة الشرف من رتبة فارس (25 مارس 2005)
- نيشان الاستحقاق الوطني من رتبة ضابط (15 مايو 2000).